# El asombroso Mauricio y sus roedores sabios
El Asombroso Mauricio y sus Roedores Sabios es la 28ª novela de la saga de Mundodisco de Terry Pratchett, publicada en 2001 en su idioma original y en 2010 en español. Es una novela independiente (no pertenece a ninguno de los arcos de historia importantes del disco) dirigida al público de jóvenes adultos, y trata sobre un gato llamado Mauricio y un grupo de ratones que han obtenido los dones de la inteligencia y el habla, junto a un flautista con el que mantienen un curioso trato para ganarse la vida. La novela ganó el premio literario Carnegie Medal en 2001. 

## Argumento
El asombroso Mauricio es un gato que ganó conciencia y la capacidad de hablar, debido a las descargas mágicas de la Universidad Invisible, quien se encarga de la logística de sus Roedores Sabios (quienes también lograron ganar conciencia debido a la misma razón), y moverlos de pueblo en pueblo, junto con un joven flautista, montando una Estafa en la que luego de que los Roedores Sabios invaden el pueblo, el flautista las "envía lejos" luego de que el pueblo pague cierta cantidad de dinero. Los Roedores, lo hacen para recaudar el dinero necesario para conseguir un barco, y poder con el viajar a alguna isla y vivir una vida tranquila, alejada de cualquier aspecto de la civilización humana.
En esta visión hacia un futuro mejor que comparte El Clan, hay cierta distensión. Hampork (Jamoncocido), el líder de los ratones, es un ratón demasiado viejo para cambiar de costumbres y no le gusta la idea de trabajar con un gato, desconfía activamente de Mauricio, mientras que Dangerous Beans (Peligro Alubias) el líder espiritual y gurú de la comunidad ratonil, un ratón miope (ser casi ciego no era demasiada desventaja para una especie que pasaba la mayor parte de su tiempo en la oscuridad) y Peaches (Melocotones) la escriba del grupo, encuentran que el truco que utilizan para obtener dinero es moralmente cuestionable, a medida que van ganando más conciencia del mundo que los rodea. Ellos tratan de seguir el ejemplo de su libro sagrado Mr Bunnsy Has an Adventure (El Sr Conejín tiene una Aventura). Por lo que al principio del libro, acceden a hacer un último trabajo, el pueblo de Bad Blintz ("Mal-Baden") en Überwald. 
Darktan (Castañoscuro), un ratón que se especializa en la búsqueda y desarmada de trampas para ratas de cualquier tipo (el grupo Escuadrón de Trampas), comienzan a preparar el camino hacia el "ataque", mientras que Mauricio y "el chico con cara de tonto" (el flautista, que se llama Keith) hacen un reconocimiento por el pueblo, y se enteran de que hay una recompensa importante por cada cola de ratón entregada (50 peniques), y que hay unos miembros del Gremio de Cazadores de Ratas presentes en el pueblo, que persiguen viciosamente a todo roedor. En este reconocimiento, conocen a Malicia, la hija del Alcalde, que no tarda en descubrir las capacidades cognoscitivas de Mauricio, y al corto tiempo conoce a Sardines (Sardinas), en ratón bailarín de tap, quien es el roedor más atrevido de El Clan. Mauricio descubre que los miembros del Gremio de Cazadores de Ratas, pasan trozos de cordones de zapato como colas de ratas, y Darktan descubre que no hay ratones ni ratas sueltas en el pueblo.
Junto con Malicia, Keith investigan la verdad detrás de este hecho, ya que el pueblo ha sido empobrecido, pagándole a los miembros del gremio, mientras que Mauricio y El Clan, se enfrentan a sus propios fantasmas, al descubrir la verdad de las ratas en el pueblo.

## Adaptaciones
- BBC Radio 4 emitió una dramatización de 90 minutos en 2003, que fue repetida por BBC 7 el  2 de junio de 2007 y 27 de abril de 2008. Esta emisión estuvo disponible en el sitio web de BBC 7 durante una semana, hasta el 4 de mayo.
- La película de 2022 The Amazing Maurice es una adaptación cinematográfica del libro en dibujos animados.

## Traducciones
- The Amazing Maurice and his Educated Rodents (Inglés)
- Изумителният Морис и неговите образовани гризачи (Búlgaro)
- Čudesni Maurice i njegovi učeni glodavci (Croata)
- Úžasný Mauric a jeho vzdělaní hlodavci (Checo)
- Mirakelse Maurits en zijn Gestudeerde Knaagdieren (Holandés)
- Hämmastav Maurice ja tema õpetatud närilised (Estonio)
- Mahtava Morris ja sivistyneet siimahännät (Finlandés)
- Le Fabuleux Maurice et ses rongeurs savants (Francés)
- Maurice, der Kater (Alemán)
- Il prodigioso Maurice e i suoi geniali roditori (Italiano)
- Brīnumainā Morisa dēkas (Latviano)
- Magiske Maurits og hans Gløgge Gnagere (Noruego)
- Zadziwiający Maurycy i jego uczone szczury (Polaco)
- O Fabuloso Maurício e seus ratos letrados (Portugués)
- O Fabuloso Maurício e seus roedores letrados (Portugués - Brasil)
- Uluitorul Maurice şi rozătoarele lui educate (Rumano)
- Den Makalöse Maurice och hans Kultiverade Gnagare (Sueco)